# Diostrombus saegeri
Diostrombus saegeri är en insektsart som beskrevs av Synave 1973. Diostrombus saegeri ingår i släktet Diostrombus och familjen Derbidae. Inga underarter finns listade i Catalogue of Life.